# 明戸駅

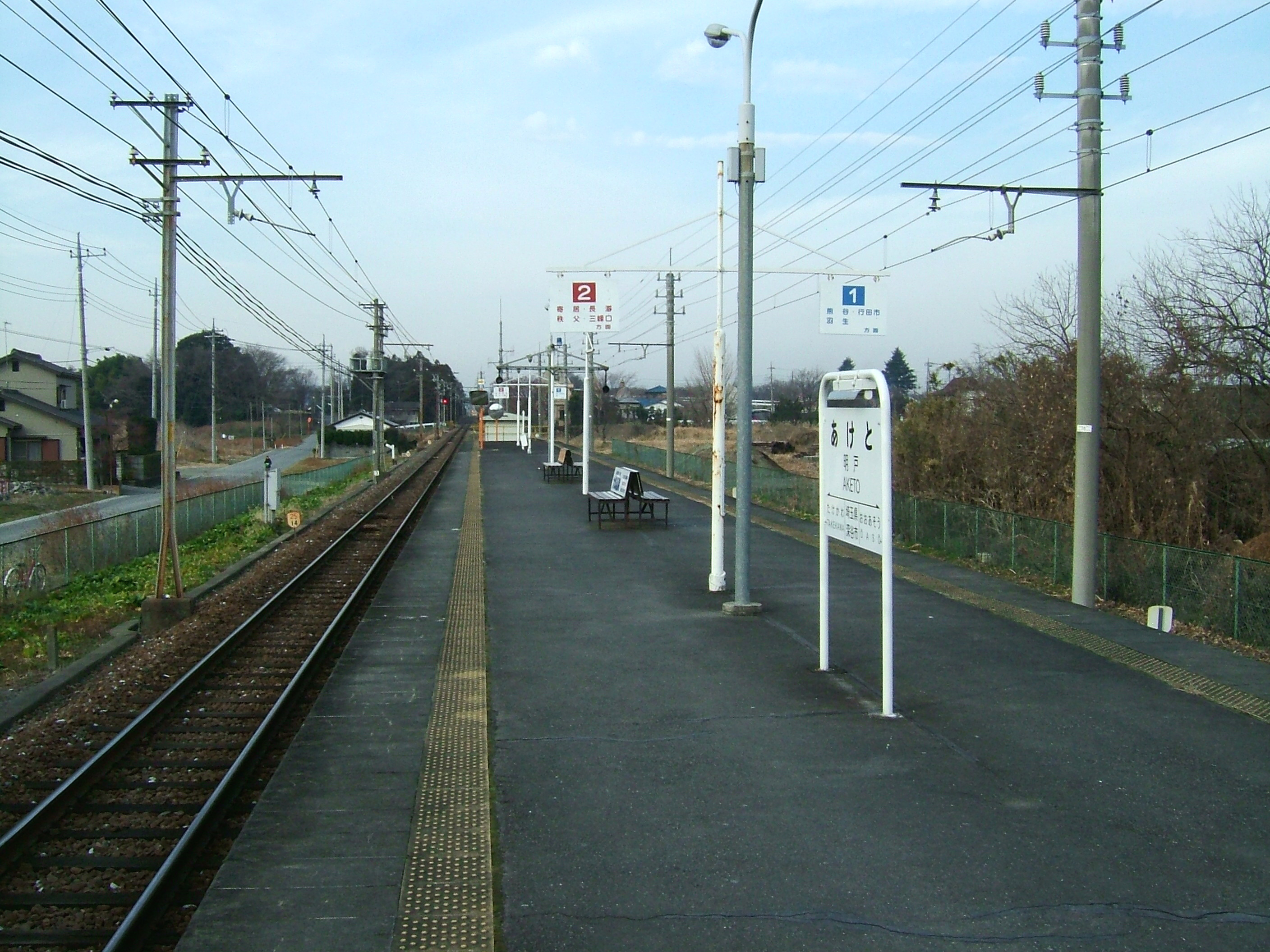
ホーム（2008年1月）

明戸駅（あけとえき）は、埼玉県深谷市瀬山にある秩父鉄道秩父本線の駅である。駅番号はCR14。

## 歴史
- 1985年（昭和60年）3月14日：開業[1]。
- 2022年（令和4年）3月12日：ICカード「PASMO」の利用が可能となる[2]。同時に無人化[2]。

## 駅構造
島式ホーム1面2線を有する地上駅。無人駅である。簡易PASMO改札機設置駅。
無人化以前は業務委託駅（管理駅:熊谷駅）であり、駅係員勤務時間は平日の月・水・金曜日は7:30 - 14:30、平日の火・木曜日は12:00 - 19:00、土休日は8:00 - 16:00となっていた。
トイレはなし。

### のりば
| 番線 | 路線    | 方向 | 行先                         |
| ---- | ------- | ---- | ---------------------------- |
| 1    | ■秩父線 | 上り | 熊谷・行田市・羽生方面       |
| 2    | ■秩父線 | 下り | 寄居・長瀞・秩父・三峰口方面 |

## 利用状況
- 2019年度の1日平均乗車人員は145人である。

| 年度               | 乗車人員 （1日平均） |
| ------------------ | -------------------- |
| 2009年（平成21年） | 163                  |
| 2010年（平成22年） | 160                  |
| 2011年（平成23年） | 152                  |
| 2012年（平成24年） | 153                  |
| 2013年（平成25年） | 153                  |
| 2014年（平成26年） | 152                  |
| 2015年（平成27年） | 144                  |
| 2016年（平成28年） | 141                  |
| 2017年（平成29年） | 144                  |
| 2018年（平成30年） | 154                  |
| 2019年（令和元年） | 145                  |

## 駅周辺
- 荒川
- 国道140号

## 隣の駅
秩父鉄道
■秩父本線
□SLパレオエクスプレス・■急行「秩父路」
通過
□各駅停車
大麻生駅 (CR13) - 明戸駅 (CR14) - 武川駅 (CR15)